# Саут-Пойнт (Огайо)
Саут-Пойнт (англ. South Point) — селище (англ. village) в США, в окрузі Лоуренс штату Огайо. Населення — 3836 осіб (2020).

## Географія
Саут-Пойнт розташований за координатами 38°25′17″ пн. ш. 82°34′45″ зх. д. / 38.42139° пн. ш. 82.57917° зх. д. (38.421527, -82.579096).  За даними Бюро перепису населення США в 2010 році селище мало площу 8,36 км², з яких 7,61 км² — суходіл та 0,75 км² — водойми.

## Демографія
Згідно з переписом 2010 року, у селищі мешкало 3958 осіб у 1602 домогосподарствах у складі 1132 родин. Густота населення становила 473 особи/км².  Було 1699 помешкань (203/км²).
Расовий склад населення:
| - 94,2 % — білих - 3,2 % — чорних або афроамериканців - 0,5 % — азіатів - 0,1 % — корінних американців |

До двох чи більше рас належало 1,8 %. Частка іспаномовних становила 0,4 % від усіх жителів.
За віковим діапазоном населення розподілялося таким чином: 23,3 % — особи молодші 18 років, 59,4 % — особи у віці 18—64 років, 17,3 % — особи у віці 65 років та старші. Медіана віку мешканця становила 40,3 року. На 100 осіб жіночої статі у селищі припадало 88,1 чоловіків;  на 100 жінок у віці від 18 років та старших — 88,6 чоловіків також старших 18 років.
Середній дохід на одне домашнє господарство  становив 64 935 доларів США (медіана — 47 026), а середній дохід на одну сім'ю — 80 796 доларів (медіана — 62 059). Медіана доходів становила 51 018 доларів для чоловіків та 40 972 долари для жінок. За межею бідності перебувало 13,1 % осіб, у тому числі 14,8 % дітей у віці до 18 років та 8,1 % осіб у віці 65 років та старших.
Цивільне працевлаштоване населення становило 1694 особи. Основні галузі зайнятості: освіта, охорона здоров'я та соціальна допомога — 33,0 %, виробництво — 11,5 %, мистецтво, розваги та відпочинок — 11,1 %.